# Сенькино (Краснобаковський район)
Сенькино (рос. Сенькино) — присілок в Краснобаковському районі Нижньогородської області Російської Федерації.
Населення становить 18 осіб. Входить до складу муніципального утворення Зубилихинська сільрада.

## Історія
Від 2009 року входить до складу муніципального утворення Зубилихинська сільрада.

## Населення
| 2002 | 2010 |
| ---- | ---- |
| 12   | ↗18  |